# Ataco (Tolima)
Ataco es un municipio de Colombia situado en el departamento de Tolima. El término municipal limita con los municipios de Chaparral y Coyaima por el norte, con Rioblanco por el oeste, con Natagaima por el este, con Planadas por el suroeste, y por el sur con el departamento de Huila.

## Toponimia
Según Gerardo Reichel-Dolmatoff y el Vocabulario de la lengua general de todo el Perú llamada lengua Quichua o del Inca la palabra «Ataco» deriva de «hattaco» que en quechua significa bledos.
Según la tradición del municipio, el nombre proviene de la unión de los nombres del cacique Atá y de la cacica Ico, al parecer jefes de un gobierno local, pero sin registro de su existencia en fuentes fiables.

## Historia
Entre los primeros pobladores de estas tierras están los indígenas atacaimas y cupilicuás agrupados en los pijaos y las tribus coyaima y natagaimas.
El territorio actual de Ataco perteneció desde 1610 hasta 1814 y desde 1816 hasta 1861 a la Provincia de Neiva y el Estado Libre de Neiva.
Al ser una región con un auge aurífero, se crea el Real de Minas de Ataco - Saldaña en 1612 por Diego de Ospina y Medinilla.
Ataco es fundado el 19 de marzo de 1657 por Diego de Ospina y Maldonado con el nombre de San José de Ataco, pero el constante ataque de los pijaos obliga a trasladar el asentamiento a donde se ubica actualmente (sobre la orilla del río Saldaña). 
De acuerdo a los relatos históricos hacia el final del siglo XVIII, la orden de los Franciscanos tenían el propósito de evangelizar a los pijaos y establecieron diversos cultivos, en su mayoría cacao, sobre el oriente de la quebrada Paipa.
A través de la Ley 42 de 1884 la Asamblea Legislativa de Estado lo eliminó como Entidad Aldea, cediendo su territorio al distrito de Chaparral. Luego por el Decreto n.º 16 del mismo año fue nuevamente elevado a la categoría de Distrito, que es ratificada nuevamente mediante Decreto n.º 650 del 13 de octubre de 1887 y por el Decreto 976 del 16 de agosto de 1950, en este nuevo acto de ley se le da el nombre de Ataco, siendo el anterior Granada, definiendo sus límites que se extendían hasta el Nevado del Huila.
Para el año 1888 el obispo de Bogotá, Moisés Higuera realiza un viaje hacia el asentamiento por órdenes del Arzobispo Primado Telésforo Paúl para acreditar su derecho de dominio.
En 1900 aumenta la producción de café en las inspecciones de Planadas, Santiago Pérez, Sur de Atá, Gaitania y Bilbao, mientras que en la zona urbana se concentraba la moca para ser transportada hacia Girardot.
No obstante por Ordenanza n.º 52 de 1971 el gobierno departamental decidió que se desmembrarán 1445 kilómetros cuadrados de este municipio para la constitución del municipio de Planadas.

### Conflicto armado interno colombiano
En 1983 se conforma el grupo paramilitar Rojo Atá en el sector de Dos Aguas (entre el río Atá y el río Saldaña) llegando a tener 600 personas tanto combatientes como colaboradores de las áreas rurales de Ataco, Planadas y Rioblanco.
Según el Centro Nacional de Memoria Histórica, la guerrilla de las FARC atacó con fusiles la vereda Campohermoso el 10 de febrero de 1988 dejando 3 civiles muertos.
Durante el gobierno de César Gaviria, Rojo Atá recibió apoyo estatal y armamento de las fuerzas militares mientras controlaba Puerto Saldaña, Rioblanco; Bilbao y la Estrella, Planadas y Santiago Pérez y Campohermoso, Ataco.
El 4 de abril de 2001 guerrilleros de los frentes XXI y XXV de las FARC atacan la estación de policía con ametralladoras y cilindros bomba, dejando muerto a Juan Espinosa (policía) y Octavio Ballesteros (civil).
El 7 de abril de 1996 se produce una masacre ocasionada por las FARC en el caserío de Monteloro que deja 4 personas muertas. El 7 de noviembre de 2000 en Santiago Pérez un grupo no identificado asesina a 4 personas. El 5 de abril de 2003 otras 4 personas son asesinadas por las FARC en Santiago Pérez.
Para el año 2000, 3601 personas salieron desplazadas por la violencia en la zona.

## División político-administrativa
Su cabecera municipal se encuentra divida en los barrios: Campo Alegre, El Centro, El Porvenir, La Cruz, Las Brisas, Subestación y Urbanización Lozanía. 
Ataco tiene bajo su jurisdicción los centros poblados:
- Campohermoso
- Casa de Zinc
- Cóndor
- El Balso
- El Paujil
- La Estrella
- La Laguna
- Mesa de Pole
- Monteloro
- Polecito
- Santiago Pérez

### Veredas
El municipio tiene constituido las siguientes veredas:
| 1  | Balsillas                | 26 | El Roble            | 51 | El Balso         | 76  | La Esperanza       |
| 2  | Beltrán                  | 27 | El Diamante         | 52 | Nueva Aurora     | 77  | Las Brisas         |
| 3  | Cabecera municipal Ataco | 28 | San Antonio de Pole | 53 | Las Blancas      | 78  | El Jazmín          |
| 4  | Paipa                    | 29 | Las Cruces          | 54 | Altamira         | 79  | El Paujil          |
| 5  | Santa Rita               | 30 | La Ceiba            | 55 | Casa de Zinc     | 80  | El Brillante       |
| 6  | Potrerito                | 31 | Pueblo Nuevo        | 56 | Pensilvania      | 81  | El Pescado         |
| 7  | Canoas San Roque         | 32 | Mesa de Pole        | 57 | San Sebastián    | 82  | El Darién          |
| 8  | Canoas Copete            | 33 | Las Señoritas       | 58 | San José         | 83  | Jesús María Oviedo |
| 9  | Canoas La Vega           | 34 | El Jordán           | 59 | El Porvenir      | 84  | Filadelfia         |
| 10 | Salado Negro             | 35 | Cascarillo Bajo     | 60 | El Limón         | 85  | Carrusel           |
| 11 | El Viso                  | 36 | El Truinfo          | 61 | El Cóndor        | 86  | La Rivera          |
| 12 | Cupilicúa                | 37 | Horizonte           | 62 | El Progreso      | 87  | El Edén            |
| 13 | Chilirco                 | 38 | La Florida          | 63 | El Aceituno      | 88  | Quindío            |
| 14 | El Neme                  | 39 | La Lindosa          | 64 | Buenos Aires     | 89  | La Unión           |
| 15 | El Convenio              | 40 | El Salado           | 65 | La Ensillada     | 90  | Las Perlas         |
| 16 | Totumal                  | 41 | La Estrella         | 66 | Pomarroso        | 91  | El Agrado          |
| 17 | Palestina                | 42 | Polecito            | 67 | La Miranda       | 92  | Jazminia           |
| 18 | San Pablo                | 43 | La Cabaña           | 68 | La Cristalina    | 93  | Vereda sin nombre  |
| 19 | Pastalito                | 44 | Casa Verde          | 69 | Campohermoso     | 94  | Madroñal           |
| 20 | San Pedro                | 45 | Las Palmas          | 70 | Versalles        | 95  | Berlín             |
| 21 | Agua Fría                | 46 | Agua Dulce          | 71 | Pando La Soledad | 96  | Las Morras         |
| 22 | La Molanda               | 47 | El Águila           | 72 | Los Mangos       | 97  | Vega Larga         |
| 23 | La Nueva Reforma         | 48 | Santiago Pérez      | 73 | La Betania       | 98  | El Cairo           |
| 24 | Buena Vista              | 49 | La Dorada           | 74 | Monteloro        | 99  | El Sinaí           |
| 25 | Rosas                    | 50 | La Fortaleza        | 75 | La Tribuna       | 100 | La Primavera       |
|    | Cabecera municipal       |    |                     |    |                  | 101 | Mirolindo          |

## Geografía
La cabecera municipal se encuentra en un valle ubicado a orillas del río Saldaña y el oriente de la zona rural colinda con lomas, cerros y montañas de la Cordillera Central. En su totalidad el municipio de Ataco se encuentra al sur del departamento del Tolima, su cabecera municipal está a 143 km de Ibagué.
El municipio tiene un área de 996.82 km², de los cuales el 0.07% corresponde al área urbana y el 99.93% a la rural.

### Clima
Ataco se extiende en un rango altitudinal entre 500 y 2200 m lo que permite encontrar temperaturas que oscilan entre 22.6 °C y 28.1 °C.

### Límites
| Noroeste: Rioblanco | Norte: Chaparral   | Nordeste: Coyaima      |
| Oeste: Rioblanco    |                    | Este: Natagaima        |
| Suroeste: Planadas  | Sur: Aipe ( Huila) | Sureste: Aipe ( Huila) |

### Hidrografía
El municipio es atravesado por varios ríos y quebradas, siendo el principal el río Saldaña el cual hace de frontera natural con Rioblanco y Chaparral. Otros afluentes son el río Ata, que desemboca en el río Saldaña y donde el centro poblado de Santiago Pérez está ubicado. Por el sureste está el río Pata que forma un límite natural con el departamento de Huila. La quebrada Canoas y el río Anchique están ubicados al este, formando en cierta parte la frontera con Natagaima. Otras quebradas presentes en el municipio son quebrada Pole, Chilirco, La Vieja, El Paujil, Batatas, El Chocho y Los Chorros.
El municipio está dividido en las subzonas hidrográficas de Río Ata, Medio Saldaña, Bajo Saldaña y en el nivel subsiguiente de Río Anchique, Río Chenche y Otros Directos al Magdalena.

## Población
El número de habitantes de Ataco es de 19 214, en la zona urbana habitan 5 032 y en la zona rural viven 14 182.
En el censo del año 2018 hecho por el DANE y actualizado al 2021 muestran que el 34.77% de la población vive en condición NBI o necesidades básicas insatisfechas, ocupando el puesto 2 entre los municipios con mayor porcentaje en la subregión Sur del Tolima y se mantiene 22.55% por encima del promedio en el departamento.

### Demografía
Ataco experimentó una disminución significativa entre 1993 y 2005, pasando de 20 060 habitantes a 15 665 habitantes por las migraciones y desplazamientos causados por el conflicto armado a inicios de los 2000.
| Gráfica de evolución de Ataco entre 1993 y 2023                   |
|                                                                   |
| Fuente: «Censos de 1993, 2005, 2018 y proyecciones de población». |

### Salud
Ataco cuenta con un hospital público en su cabecera llamado Nuestra Señora de Lourdes y 17 centros de salud repartidos en la zona rural, entre ellos el centro poblado de Santiago Pérez que beneficia a 14 000 personas.

### Educación
En el municipio existen 4 instituciones educativas repartidas en 100 sedes, dentro de la cabecera municipal existen 3 sedes y las restantes ubicadas en la zona rural.
- Institución educativa Antonio Nariño: 12 sedes.
- Institución educativa Jorge Eliecer Gaitán: 17 sedes.
- Institución educativa técnica agroindustrial y empresarial Martín Pomala: 32 sedes.
- Institución educativa técnica Santiago Pérez: 39 sedes.

## Economía
El valor agregado de las actividades económicas en Ataco en 2020 fue de 271 mil millones de pesos. El sector primario de la economía registró un valor agregado de 154 mil millones de pesos, el sector secundario tuvo un valor agregado de 21 mil millones de pesos y el sector terciario se valoró en 96 mil millones de pesos.

### Agricultura y ganadería
En Ataco se produjeron 10 396 toneladas de café, 7 183 toneladas de plátano y 4 275 toneladas de aguacate. En cuanto a cultivos transitorios el que más se produjo fue el arroz con 3 547 toneladas, seguido de la yuca con 740 toneladas y el fríjol con 390 toneladas.
El sector del café genera 7 405 empleos dentro de 5 835 fincas en las 98 veredas cafeteras, mientras que el sector del cacao aporta 579 toneladas por año.
En el año 2019 había una cantidad de 212 000 alevinos, 23 000 cabezas de ganado bovino y 16 500 aves de traspatio. En cuanto a producción de leche en el mismo año 2019 hubo 12 300 litros por año.

### Industria
Tan solo el 6.2% de la economía está representado en el sector de la industria, principalmente pequeñas empresas con la infraestructura para transformar cacao y café.

### Comercio y servicios
El 30% de los establecimientos está dedicado al sector del comercio y a la prestación de servicios. Se caracteriza por ser pequeñas empresas que no superan los 10 empleados y pueden ser panaderías, ferreterías, almacenes, tiendas, restaurantes que en su mayoría no cuentan con un registro en la cámara de comercio o la administración municipal.

## Transporte

### Vías intermunicipales

#### Vía Coyaima - Ataco - Planadas
Es la única vía secundaria que conecta las cabeceras municipales de Coyaima, Ataco y Planadas. El sector que va desde Coyaima a Ataco está pavimentado.
El tramo Ataco - Planadas no cuenta con pavimentación y requiere de mantenimientos para su funcionamiento debido a las fallas geológicas que se puedan presentar como derrumbes o agrietamientos.
De la cabecera municipal hasta la finca Punterales presenta un excelente estado pues se están terminando de ejecutar las diferentes obras. Esta misma vía desde el sector de la finca Punterales al límite que conduce al Municipio de Planadas se encuentra ya sin pavimento, presentando un ancho aproximado de 7 m., además tiene problemas críticos en los sitios El Neme, El Pital y El Cóndor por causas geológicas.
Ataco también se comunica con Natagaima, Chaparral y Rioblanco por medio de la carretera anteriormente descrita y en puntos específicos se sigue a esta por medio de vías terciarias.

### Vías urbanas

#### Cabecera municipal
La estructura vial de la cabecera municipal está integrada por las vías principales como la carrera 5 desde la calle 3 y 9 hasta la calle 8, desde la carrera 3 hasta la carrera 8, que aglutina el centro de la cabecera y articula el oriente con el centro de la misma y donde se presenta el mayor desarrollo social y económico. Igualmente se presenta la transversal 6, que comunica a la cabecera municipal con la vía que conduce a Coyaima y la vía Perimetral que comunica a la Cabecera con la vía que conduce a Planadas, estas vías se encuentran pavimentadas y en buen estado.
En la cabecera también se encuentran otras vías que son las que comunican internamente a los distintos barrios, algunas de estas necesitan de mantenimiento y otras vías se encuentran sin ningún tipos de pavimento.

#### Santiago Pérez
Posee vías que lo comunican con la cabecera municipal y con Planadas, hay una vía principal que viene de la cabecera y comunica con el centro de este, donde se aglutina el comercio, comunicaciones y distintas actividades socioeconómicas.
También en este se encuentran otras vías que comunican a los distintos sectores que conforman el centro poblado, estas se encuentran sin ningún tipo de pavimento y se encuentran en mal estado.

### Vías interveredales
La red vial terciaria de Ataco consta de carretera sin pavimentar, mostrando además algunos que se encuentran sin ninguna clase de afirmado.
La vía Ataco - Paipa - Potrerito - Canoa San Roque - Finlandia - Monte Frío - Natagaima y la vía Balsillas - Santa Rita - La Mina, se constituyen en vías importantes porque comunican por el oriente a este municipio con las cabeceras de Natagaima y Coyaima, por tal razón se tienen proyectadas varias obras con el objetivo de mejorar este anillo vial, como es la construcción a corto plazo de la vía Balsillas - Beltrán de aproximadamente 15 km y a largo plazo unir esta misma región con una vía alterna desde el puente de Amoyá cruzando por la mina hasta Balsillas.

### Aeropuerto
El aeropuerto de Ataco es propiedad del municipio y es usado para el cargue y el transporte ocasional de pasajeros.